# Nyctiophylax makiensis
Nyctiophylax makiensis är en nattsländeart som först beskrevs av Kobayashi 1987.  Nyctiophylax makiensis ingår i släktet Nyctiophylax och familjen fångstnätnattsländor. Inga underarter finns listade i Catalogue of Life.